# Gare de Molsheim
La gare de Molsheim est une gare ferroviaire française située sur le territoire de la commune de Molsheim, dans la collectivité européenne d'Alsace, en région Grand Est.
Elle est mise en service en 1864 par la Compagnie des chemins de fer de l'Est.
C'est une gare de la Société nationale des chemins de fer français (SNCF), du réseau TER Grand Est, desservie par des trains express régionaux.

## Situation ferroviaire
Établie à 177 mètres d'altitude, la gare de Molsheim est située au point kilométrique (PK) 18,920 de la ligne de Strasbourg-Ville à Saint-Dié, entre les gares de Dachstein et de Mutzig. 
Gare de bifurcation, elle est située au PK 33,461 de la ligne de Sélestat à Saverne dont seul le tronçon Sélestat - Molsheim est encore exploité, le tronçon Molsheim - Saverne étant déclassé et déposé elle constitue désormais l'aboutissement de cette ligne.

## Histoire

### Création

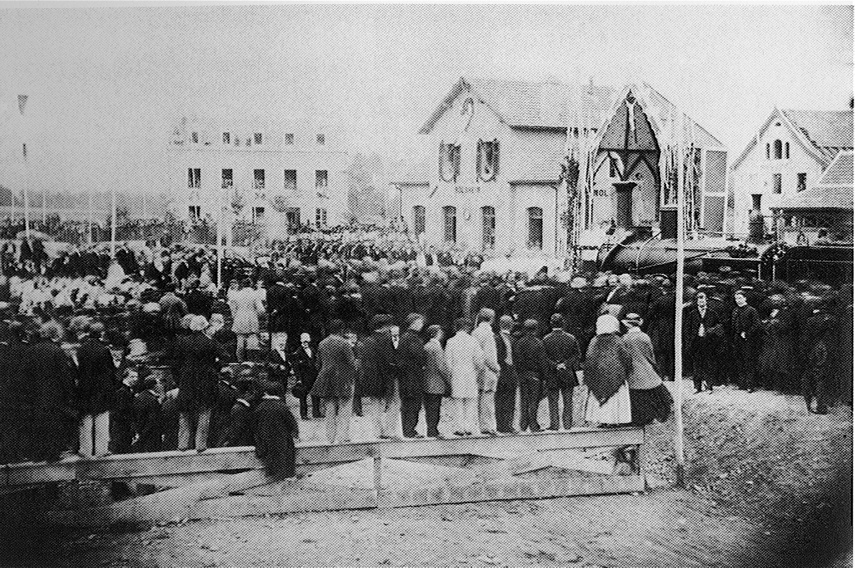
Inauguration de la gare en 1864.

La création d'une desserte ferroviaire de Molsheim, sur une ligne devant relier la Vallée de la Bruche à Strasbourg est évoquée dès 1853. Plusieurs mémoires techniques établissant la faisabilité de la liaison sont écrits, une commission molshémienne rassemblant des notables de la commune est créée, des souscriptions sont organisées et une pétition est adressée au ministre. La ligne prévue doit également desservir le piémont vosgien jusqu'à Barr et Wasselonne. Cependant, la séance du 25 août 1854 du conseil général juge la rentabilité de la ligne faible et remise le projet. Un second projet, lié à la liaison Lille-Strasbourg est envisagé, mais son tracé alsacien est repoussé à plus tard.
Le 11 avril 1860, une société « Chemin de fer vicinal de Strasbourg au pied des Vosges », doté d'un capital social de 1,7 million de dollars. La déclaration d'utilité publique intervient dès le 1er août de la même année ; les travaux de terrassement, à la charge du conseil général, démarrent rapidement. En décembre 1862, 35 kilomètres de terrassements sur 42 et 112 ouvrages d'arts sur 136 sont réalisés ; en avril 1863, tous les terrassements sont achevés.
La station de Molsheim est mise en service le 28 septembre 1864 par la Compagnie des chemins de fer de l'Est lorsqu'elle ouvre à l'exploitation le chemin de fer vicinal no 1 bis de Strasbourg à Barr.

### Création de l'étoile ferroviaire
Le 15 décembre 1864, la Compagnie de l'Est met en service deux embranchements de la ligne de Strasbourg à Barr partant tous deux de Molsheim. Le premier long de près de 3 km aboutit en gare de Mutzig tandis que le second, demandant un rebroussement en gare de Molsheim pour les trains venant de Strasbourg, dessert la gare de Wasselonne au terme d'un trajet de 13,56 km. Molsheim est désormais une gare de croisement de trois itinéraires ferroviaires secondaires en impasse.

### Période allemande
En 1871, la gare entre dans le réseau de la Direction générale impériale des chemins de fer d'Alsace-Lorraine (EL) à la suite de la défaite française lors de la guerre franco-allemande de 1870 (et le traité de Francfort qui s'ensuivit).

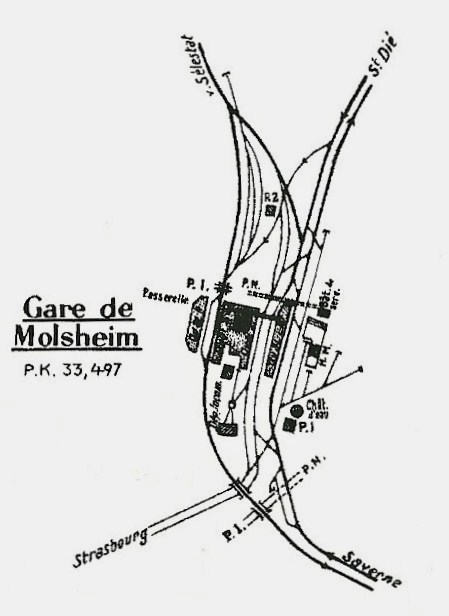
Plans de la gare en 1920. La gare haute se situe à gauche.

Les sections de Sélestat à Barr et de Wasselonne à Saverne faisant de ces deux sections de chemins de fer vicinaux la ligne de Sélestat à Saverne ouvrent le 1er août 1877. Cet itinéraire contourne les Vosges au lieu de les traverser — la frontière franco-allemande se trouvant désormais au milieu —. La ligne de Mutzig est prolongée jusque Rothau le 15 octobre 1877 d’où part un tramway à voie normale menant à Saales. L'importance croissante des échanges motive le remplacement de plusieurs des gares de 1864 par d'imposantes constructions en pierre (Barr, Wasselonne, Mutzig) alors qu'un bâtiment en bois est construit en 1879 à Molsheim. Prévu pour servir de gare provisoire, il est positionné entre les voies à quai, rebaptisées gare basse et un nouveau remblai achevé en 1880 permettant aux trains vers Saverne d'enjamber la ligne de Strasbourg. Les quais qui y sont implantés prennent le nom de gare haute.

### La gare dans l'entre-deux-guerres
Le 19 juin 1919, la gare entre dans le réseau de l'Administration des chemins de fer d'Alsace et de Lorraine (AL), à la suite de la victoire française lors de la Première Guerre mondiale. L'AL et la Compagnie de l'Est réalisent finalement la ligne ferroviaire traversant les Vosges en prolongeant jusqu'à Saint-Dié la ligne passant par Rothau et Saales.
Molsheim comportait également un dépôt-relais secondaire.
Puis, le 1er janvier 1938, cette administration d'État forme avec les autres grandes compagnies la SNCF, qui devient concessionnaire des installations ferroviaires de Molsheim. Cependant, après l'annexion allemande de l'Alsace-Lorraine, c'est la Deutsche Reichsbahn qui gère la gare pendant la Seconde Guerre mondiale, du 1er juillet 1940 jusqu'à la Libération (en 1944 – 1945).

### La gare après la seconde Guerre mondiale
En mars 1969, le service voyageurs ferroviaire est fermé en direction de Saverne. La gare haute est alors désaffectée et le remblai disparaît.
L'ancienne gare en bois est détruite en 1993. L'actuel bâtiment voyageurs de la gare est construit par la SNCF en 1995.
En 2014, c'est une gare voyageurs d'intérêt régional (catégorie B : la fréquentation est supérieure ou égale à 100 000 voyageurs par an de 2010 à 2011), qui dispose de trois voies (dont deux sur un quai central), deux abris et un passage souterrain. En 2022, la SNCF estime la fréquentation de la gare à 1 655 209 voyageurs.
Des travaux d'accessibilité sont réalisés à partir de juillet 2015. Ils consistent en la réalisation de trois ascenseurs, l'installation de bandes podotactiles pour les personnes malvoyantes et l’allongement du quai situé devant le bâtiment voyageurs d’une quinzaine de mètres afin d'assurer un meilleur accueil des trains Régiolis.
Un passage souterrain remplaçant l'ancien passage à niveau no 20 situé à côté de la gare est ouvert à la circulation le 25 septembre 2019 et officiellement inauguré le 15 octobre.

## Fréquentation
De 2015 à 2024, selon les estimations de la SNCF, la fréquentation annuelle de la gare s'élève aux nombres indiqués dans le tableau ci-dessous.
| Année                      | 2015      | 2016      | 2017      | 2018      | 2019      | 2020      | 2021      | 2022      | 2023      | 2024      |
| -------------------------- | --------- | --------- | --------- | --------- | --------- | --------- | --------- | --------- | --------- | --------- |
| Voyageurs                  | 1 552 148 | 1 564 791 | 1 605 601 | 1 552 953 | 1 584 090 | 1 221 223 | 1 381 129 | 1 655 209 | 1 739 819 | 1 826 333 |
| Voyageurs et non voyageurs | 1 583 824 | 1 596 725 | 1 638 369 | 1 584 646 | 1 616 418 | 1 246 146 | 1 409 315 | 1 688 989 | 1 775 325 | 1 863 606 |

## Service des voyageurs

### Accueil
Gare SNCF, elle dispose d'un bâtiment voyageurs, avec guichets, ouvert tous les jours. Elle est équipée d'automates pour l'achat de titres de transport. Des aménagements, équipements et services sont à la disposition des personnes à la mobilité réduite.
Un souterrain permet la traversée des voies et le passage d'un quai à l'autre.

### Desserte
Molsheim est une gare voyageurs SNCF du réseau TER Grand Est desservie par des trains express régionaux des relations : Strasbourg - Entzheim-Aéroport - Molsheim (ligne 18), Strasbourg - Saales - Saint-Dié-des-Vosges (ligne 08) et Strasbourg - Obernai - Sélestat (ligne 07).
Molsheim est également desservie par des trains TER Lorraine de la relation Strasbourg-Ville - Saales - Saint-Dié-des-Vosges (ligne 13).

### Intermodalité
Un parc pour les vélos et des parkings pour les véhicules y sont aménagés.

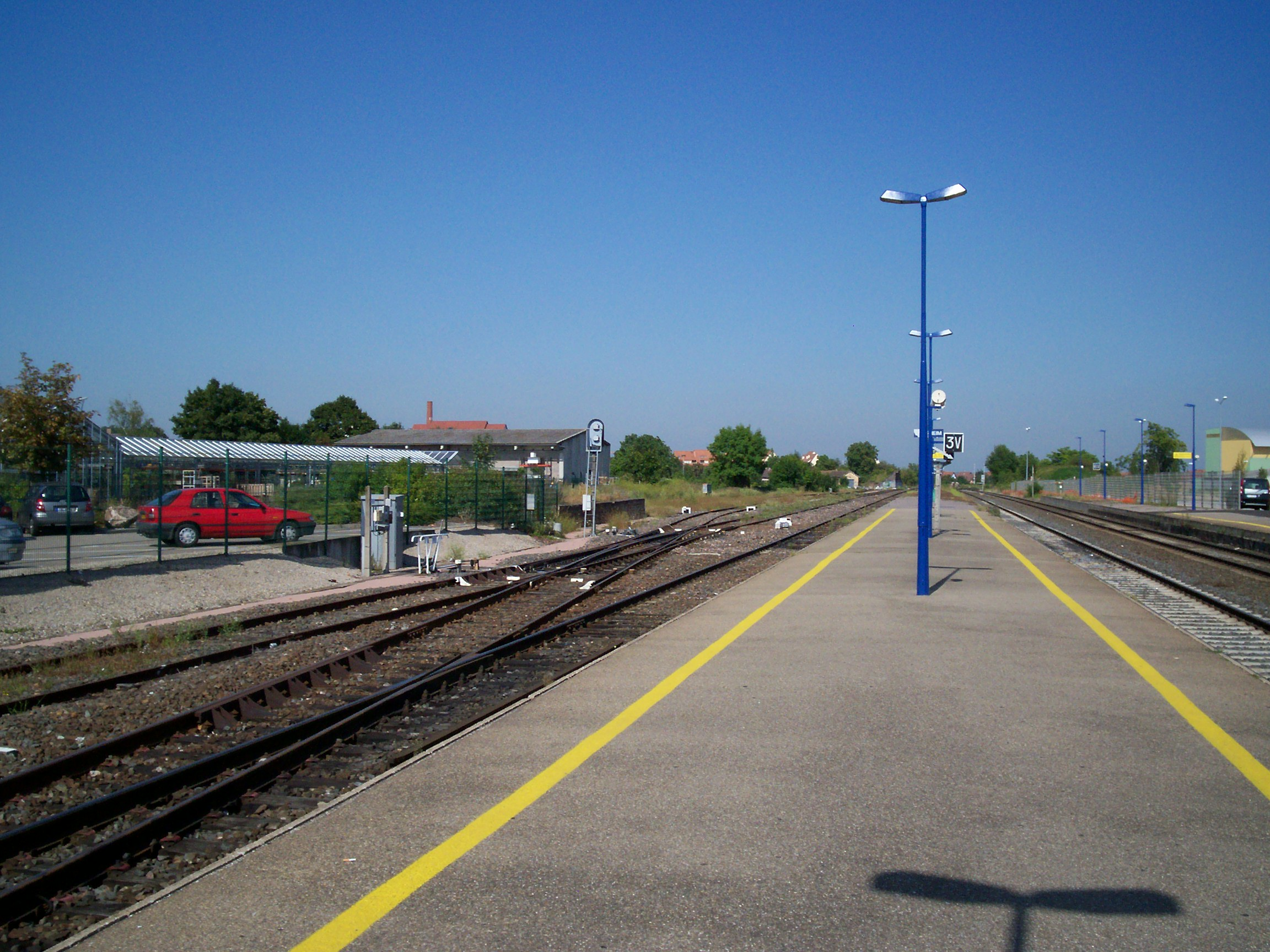
Voies et quais, direction Strasbourg.
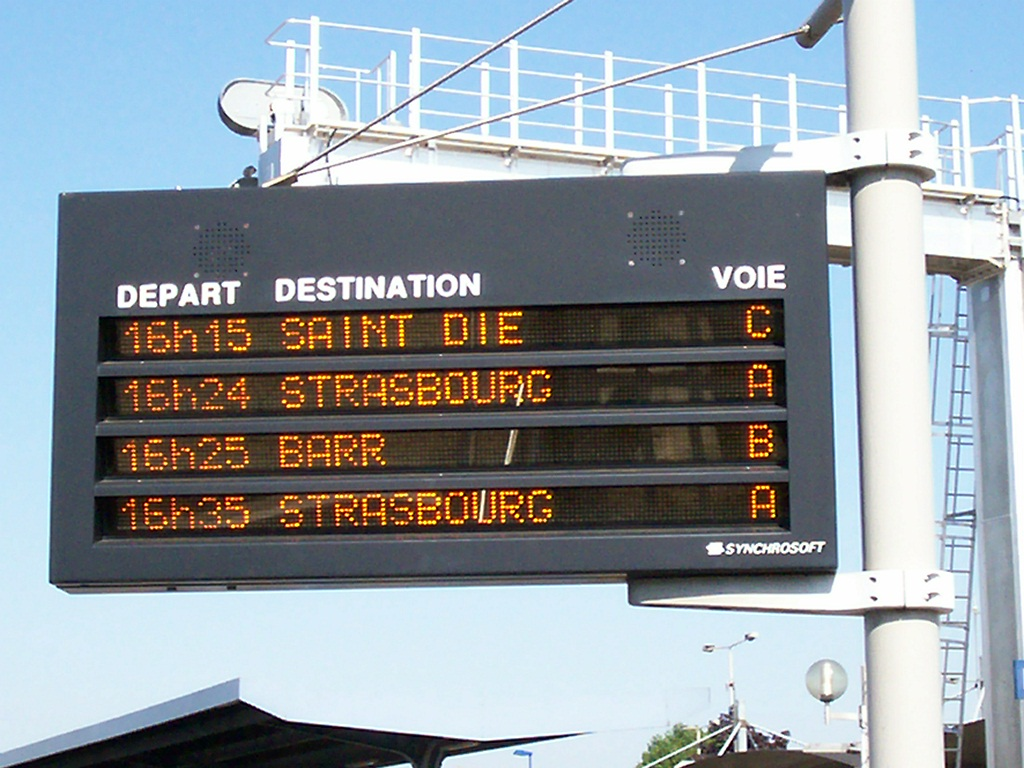
Panneau d'information.
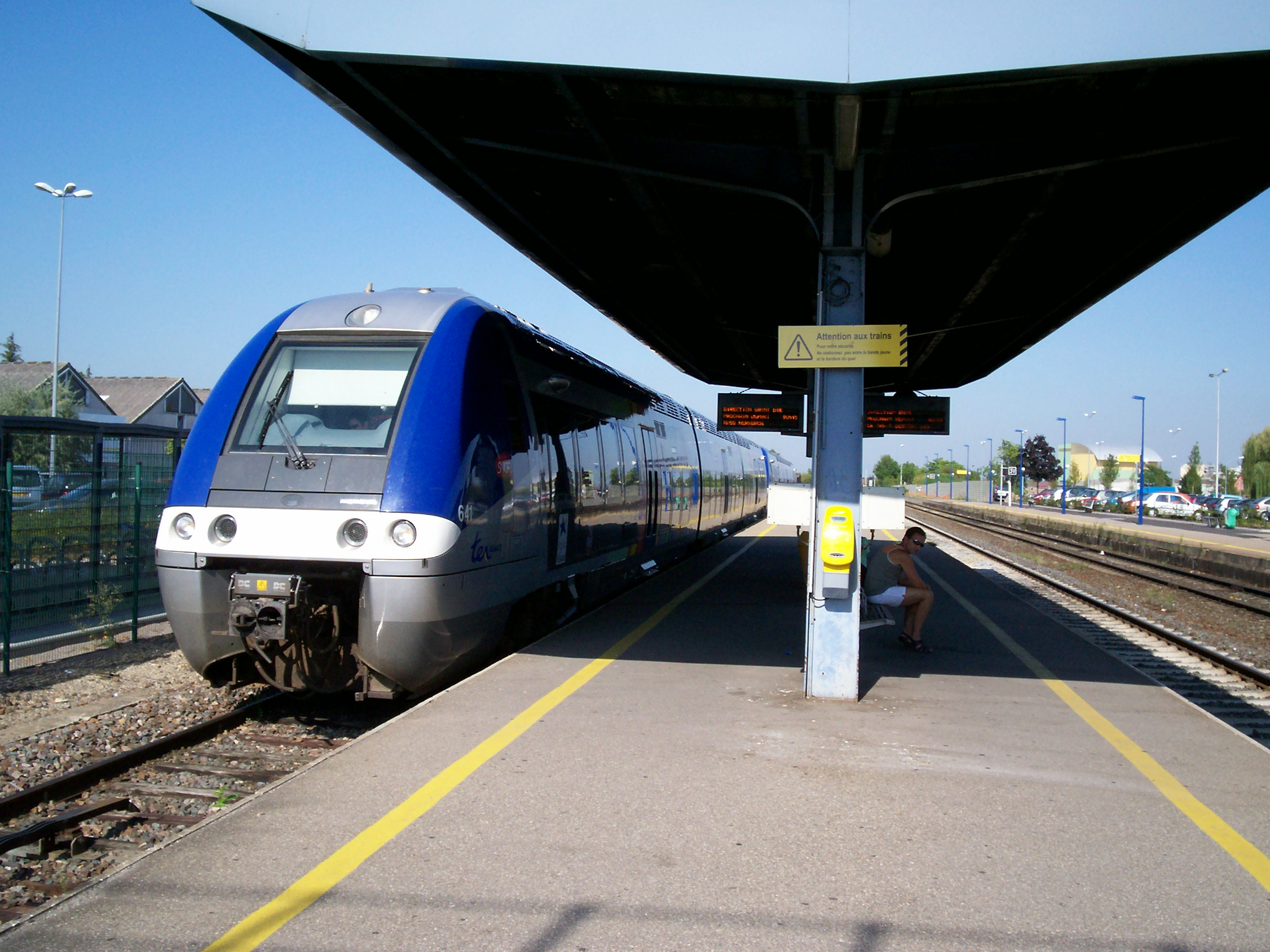
Desserte TER.
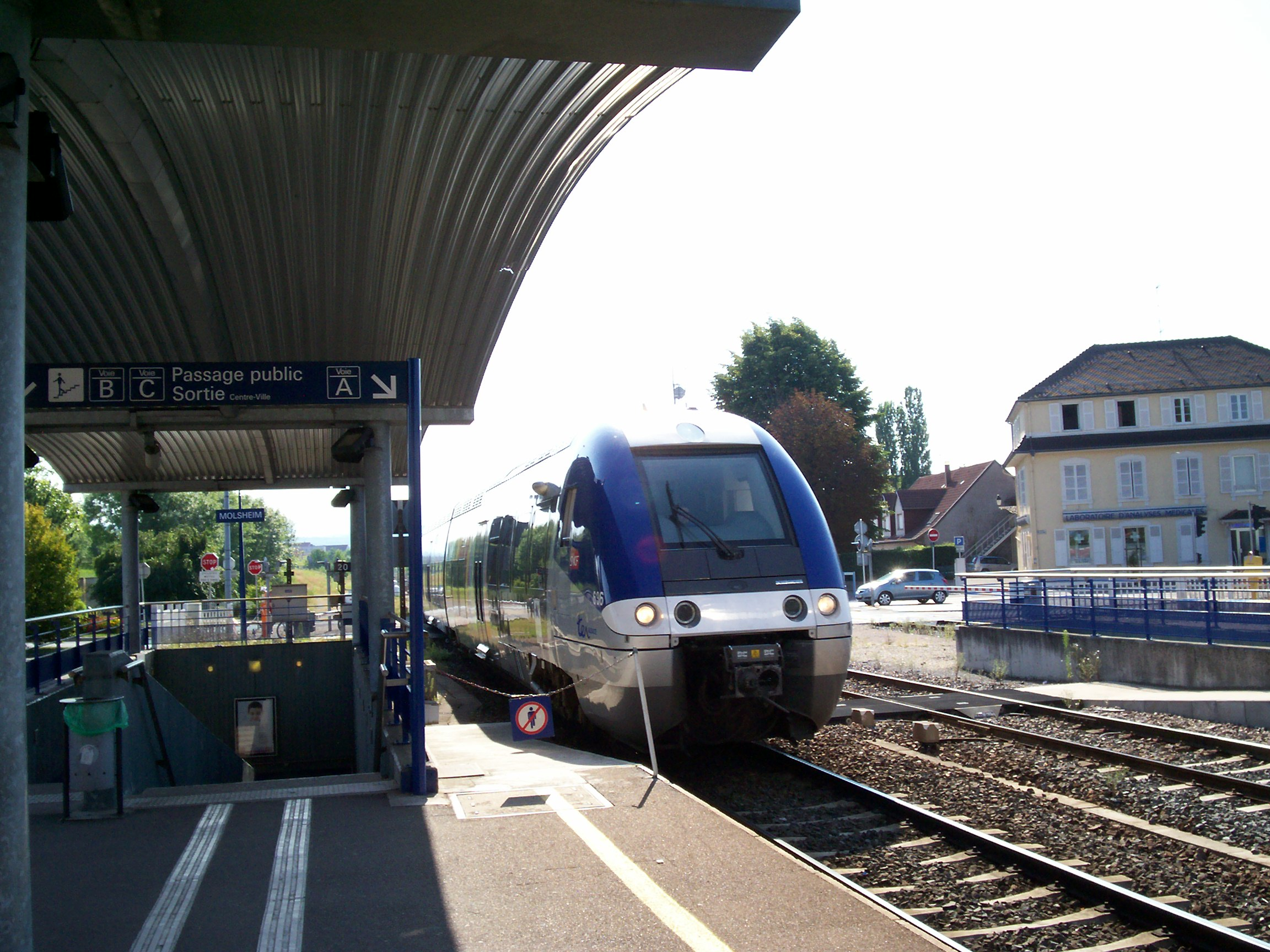
Quai et passage souterrain.

## Service du fret
Cette gare est ouverte au service du fret pour les trains entiers.
La zone industrielle de Molsheim comportait une installation terminale embranchée qui n'est désormais  plus reliée aux voies principales.

## Patrimoine ferroviaire
La gare a possédé plusieurs anciens bâtiments voyageurs, désormais détruits qui ont fait l'objet d'une exposition photographique dans le nouveau bâtiment de la gare.
Un bâtiment en maçonnerie recouverte de crépi, du type C des Chemins de fer de l'Est, avec un corps de logis à étage au pignon transversal encadré par deux ailes basses, qui a par la suite été agrandi et était encore visible en 1956 ; tout comme la halle aux marchandises, ce bâtiment datant de 1864 se trouve de l'autre côté des voies par rapport aux bâtiments de 1879 et 1995.
En 1879, pour tenir compte de l'accroissement du trafic, un bâtiment plus vaste, réalisé en pans de bois est érigé de l'autre côté des voies. Ce bâtiment sans étage prévu pour être provisoire comporte huit travées avec deux frontons longitudinaux et est large de trois travées. Il durera jusqu'en 1993.
Il se trouve au pied du remblai de la gare haute, en service en 1880. En partie appuyée sur une structure en maçonnerie où se trouve une cabine de signalisation, cette gare réservée aux trains vers Saverne est couverte par une grande halle métallique vitrée qui est démantelée en 1938. Une passerelle partant du bâtiment de 1864 dessert les quais, la gare de 1879 et aboutit à la gare haute. Désaffectée en 1969, la gare haute a complètement disparu au profit d'une esplanade servant de gare routière et de parking. Une culée du saut-de-mouton des voies de la gare haute était encore visible en 2011.